# Selección femenina de voleibol de Camerún
La selección femenina de voleibol de Camerún es el equipo representativo del país en las competiciones oficiales de voleibol. Participa en los torneos organizados por la CAVB, así como en los de la Federación Internacional de Voleibol.
En el 2017 clasificó al Mundial de Voleibol de Japón del 2018.